# دورهام (كونيتيكت)
دورهام (بالإنجليزية: Durham, Connecticut)‏ هي بلدة أمريكية تقع في الولايات المتحدة في كونيتيكت. يقدر عدد سكانها بـ 7,266 نسمة ومساحتها 61.6 كم2 ووترتفع عن سطح البحر 52 متر.

## أعلام
- جيمس وادزورث
- فريدريك إي. كامب
- موسى أوستين
- دوايت بالدوين
- دانيال ليمان